# Impossibility Challenger
Impossibility Challenger (dt. „Unmöglichkeit herausfordern“) ist eine Veranstaltung, bei der sich Amateure und Profis treffen, und versuchen sich selbst zu übertreffen, Rekorde und Weltrekorde aufzustellen. An verschiedenen Orten wird jährlich die Veranstaltung vom Sri Chinmoy Center organisiert.

## Veranstaltungsorte
| Ausgabe | Jahr | Ort                                      | Land        |
| ------- | ---- | ---------------------------------------- | ----------- |
| 1.      | 1982 | Zürich                                   | Schweiz     |
| ...     |      |                                          |             |
| 15.     | 2009 | Auckland                                 | Neuseeland  |
| 16.     | 2010 | Dachau                                   | Deutschland |
| 17.     | 2011 | Auckland                                 | Neuseeland  |
| 18.     | 2012 | Budaörs bei Budapest                     | Ungarn      |
| 19.     | 2014 | Leiria                                   | Portugal    |
| 20.     | 2015 | Berlin                                   | Deutschland |
| 21.     | 2016 | Potsdam bei Berlin                       | Deutschland |
| 22.     | 2017 | Kladno                                   | Tschechien  |
| 23.     | 2018 | Leiria                                   | Portugal    |
| 24.     | 2019 | Den Haag                                 | Niederlande |
| —       | 2020 | Aufgrund der COVID-19-Pandemie abgesagt. |             |

## Auszug von Rekorden
- 2008: Jewgenij Kuschnow stellt Weltrekord auf mit Spagat zwischen zwei Autos für 36 Sekunden.[5]
- 2009: Ramon Campayo aus Spanien erzielt fünf Guinness-Rekorde im Merken von Zahlen.[6]
- 2009: Peter Koppen: Falten von kleinsten Papierbooten.[7]
- 2010: Ashrita Furman läuft mit Milchflasche auf dem Kopf 1,6 Kilometer in Weltrekordzeit von 8 Minuten und 20 Sekunden.[8]
- 2010: Robin Wersig schafft drei Weltrekorde im Schnellrechnen.[9]
- 2014: Albert Walter zerreißt ein Telefonbuch mit 1551 Seiten in 9,38 Sekunden; Guinness-Rekord.[10]